# Yuki Abe (fodboldspiller, født 1989)
Yuki Abe (født 16. september 1989) er en japansk professionel fodboldspiller.
Han har spillet for flere forskellige klubber i sin karriere, herunder Grulla Morioka.